# Rubus fuscus
Rubus fuscus är en rosväxtart som beskrevs av Carl Ernst August Weihe och Nees. Rubus fuscus ingår i släktet rubusar, och familjen rosväxter. Inga underarter finns listade i Catalogue of Life.

## Bildgalleri

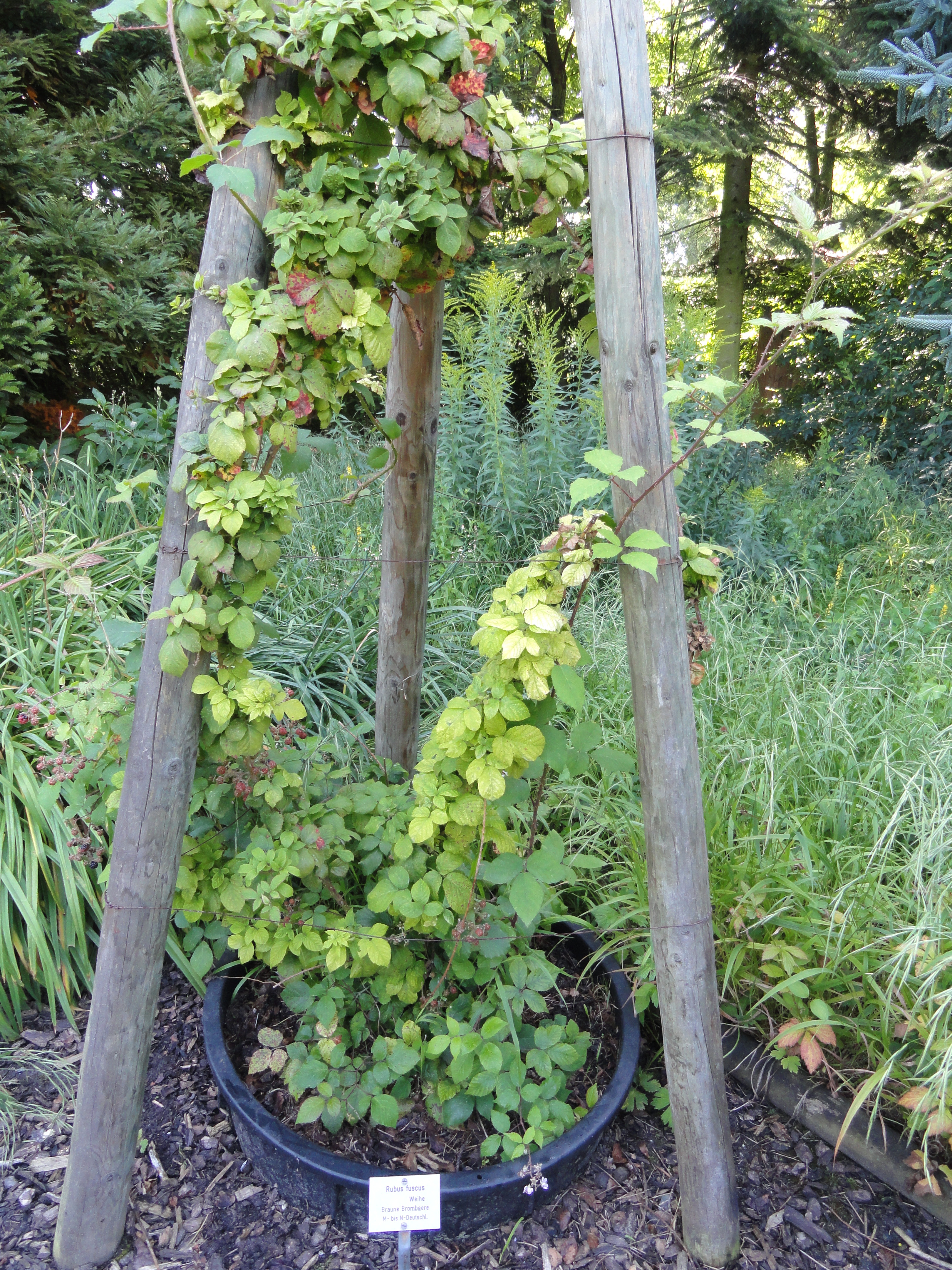
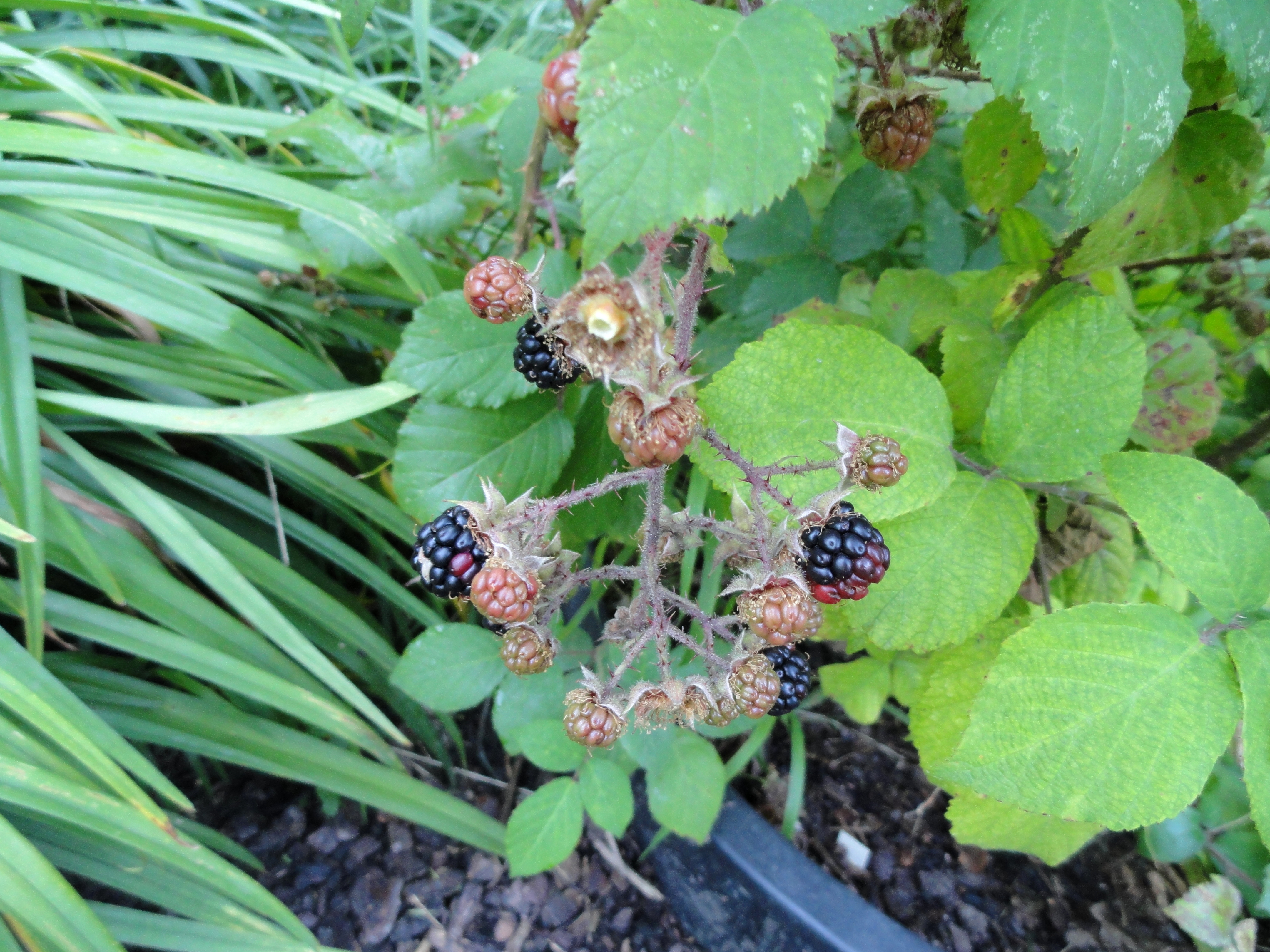